# Аджигольский маяк
Станисла́в-Аджиго́льский за́дний мая́к (укр. Станіслав-Аджигольський задній маяк) — уникальный по конструкции сетчатый стальной гиперболоидный маяк в Днепровском лимане напротив сёл Рыбальче Скадовского района и Станислав Херсонского района Херсонской области у Южного берега Днепровского лимана. Построен в виде сетчатой оболочки в форме однополостного гиперболоида вращения в 1911 году по проекту инженера, академика Владимира Григорьевича Шухова.
Высота маяка — 76 метров. Это самая высокая односекционная гиперболоидная башня, построенная В. Г. Шуховым. Высочайший маяк Украины, занимает 18-ю строчку в списке самых высоких «традиционных» маяков мира.
Неподалёку от Заднего Станислав-Аджигольского маяка расположен ещё один шуховский маяк, Малый Станислав-Аджигольский, высотой 34 метра, построенный тогда же.

## История

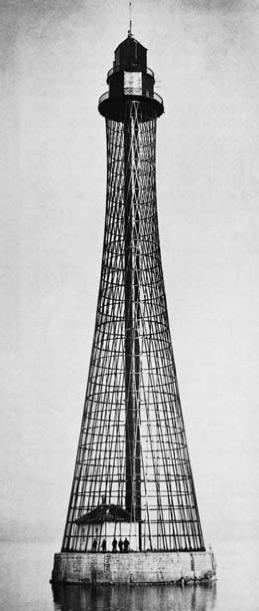
Аджигольский маяк, 1911 год

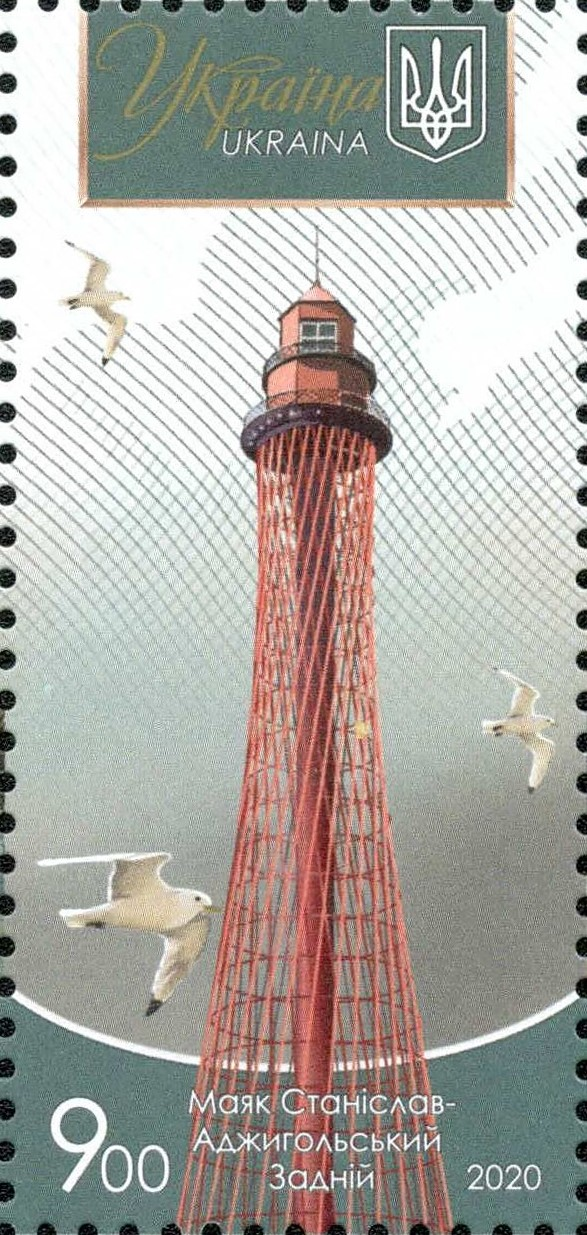
Маяк на почтовой марке Украины

В начале 1908 года морское министерство заключило со строительной конторой инженера О. В. Бари контракт на строительство двух гиперболоидных маяковых башен на искусственных бутовых островах: одной — 30-метровой, в трех кабельтовых от северного края острова Якушев, а другой — 70-метровой, на расстоянии 3,6 мили от первой, к северу от селения Рыбальче.
Маяки были спроектированы инженером Владимиром Шуховым. Он отработал промышленную технологию изготовления всех деталей, создал подробный каталог типовых конструкций, выпустил документацию с подробным описанием способов монтажа элементов непосредственно на строительной площадке.
Станислав-Аджигольский задний маяк на момент постройки был первенцем высотных гиперболоидов. На нем отрабатывались новые элементы сборника, использованные затем при возведении Шуховской башни высотой 148 м в Москве.
22 июля 2022 года маяк был поврежден российскими ракетными ударами.